# Зоряний вогонь заколоту
«Зоряний вогонь заколоту» (англ. Starfire Mutiny) — американський фантастичний бойовик 2002 року.

## Сюжет
У майбутньому, озоновий шар зник, а Земля є пустелею. Більшість тих, що вижили знаходяться на космічній станції, очікуючи відновлення озону. Небезпечна людина намагається захопити станцію, але її командир завдає удару у відповідь.

## У ролях
- Джо Лара — Сем Телбот
- Морін ЛаВетт — полковник Діанна Бріггс
- Еліз Мюллер — Міранда Блейк
- Дуглас Артурс — генерал Монтгомері Сванн
- Джуліус Краєвский — Бен Ганн
- Джон Комер — Зейн
- Майкл Лі — Боггс
- Петра Мартінцова — Барбі
- Єва Айхмаєрова — Тесс
- Мартін Хьюб — Скілл
- Філ Джонс — Претт
- Девід О'Келлі — охоронець в'язниці
- Павел Бездек — ув'язнений
- Майкл Роджерс — полковник Макс Дюрант